# Lista siturilor arheologice din județul Vâlcea - L
Lista siturilor arheologice din județul Vâlcea - L conține toate siturile arheologice din județul Vâlcea înscrise în Repertoriul Arheologic Național (RAN) și aflate în localități al căror nume începe cu litera L. RAN este administrat de Ministerul Culturii și Patrimoniului Național și cuprinde date științifice, cartografice, topografice, imagini și planuri, precum și orice alte informații privitoare la zonele cu potențial arheologic, studiate sau nu, încă existente sau dispărute.
Puteți căuta un sit din localitățile care încep cu litera L folosind formularul de mai jos sau puteți naviga prin toate siturile din județ la Lista siturilor arheologice din județul Vâlcea.
| Cod RAN                                   | Denumire | Localitate                                    | Adresă          | Datare      | Descoperit | Coordonate | Imagine           | Erori            |
| ----------------------------------------- | --- | --------------------------------------------- | --------------- | ----------- | ---------- | ---------- | ----------------- | ---------------- |
| 168185.02.01 (Cod LMI: VL-II-m-B-09800)   | Situl Bisericii "Sf. Ioan Gură de Aur" a fostei mănăstiri Titireciu de la Lunca / ansamblu anonim (Categorie: structură de cult/religioasă) (Tip: Biserică)                          | localitate componentă Lunca, oraș Ocnele Mari | str. Goroniș 31 | sec. XVII   |            |            | Încărcați imagine | Raportați eroare |
| 168185.02.02 (Cod LMI: VL-II-m-B-09800)   | Situl Bisericii "Sf. Ioan Gură de Aur" a fostei mănăstiri Titireciu de la Lunca / ansamblu Biserica "Sf. Ioan Gură de Aur" (Categorie: structură de cult/religioasă) (Tip: Biserică) | localitate componentă Lunca, oraș Ocnele Mari | str. Goroniș 31 | 1701-1706   |            |            | Încărcați imagine | Raportați eroare |
| 168185.02.03 (Cod LMI: VL-II-m-B-09800)   | Situl Bisericii "Sf. Ioan Gură de Aur" a fostei mănăstiri Titireciu de la Lunca / ansamblu Biserica "Sf. Ioan Gură de Aur" (Categorie: structură de cult/religioasă) (Tip: Biserică) | localitate componentă Lunca, oraș Ocnele Mari | str. Goroniș 31 | 1785-1787   |            |            | Încărcați imagine | Raportați eroare |
| 168185.02.04 (Cod LMI: VL-II-m-B-09800)   | Situl Bisericii "Sf. Ioan Gură de Aur" a fostei mănăstiri Titireciu de la Lunca / ansamblu Pridvor (Categorie: structură de cult/religioasă) (Tip: constructie)                      | localitate componentă Lunca, oraș Ocnele Mari | str. Goroniș 31 | 1785-1787   |            |            | Încărcați imagine | Raportați eroare |
| 170694.01.01 (Cod LMI: VL-I-s-B-09546)    | Așezarea din epoca bronzului de la Ladești / ansamblu anonim (Categorie: locuire civilă) (Tip: Așezare)                                                                              | sat Lădești, comuna Lădești                   |                 |             |            |            | Încărcați imagine | Raportați eroare |
| 168933.01.01 (Cod LMI: VL-I-m-B-09547.02) | Situl arheologic de la Lunca / ansamblu anonim (Categorie: locuire civilă) (Tip: Așezare)                                                                                            | sat Lunca, comuna Bujoreni                    |                 | geto-dacică |            |            | Încărcați imagine | Raportați eroare |
| 168933.01.02 (Cod LMI: VL-I-m-B-09547.01) | Situl arheologic de la Lunca / ansamblu anonim (Categorie: locuire civilă) (Tip: Așezare)                                                                                            | sat Lunca, comuna Bujoreni                    |                 |             |            |            | Încărcați imagine | Raportați eroare |
| 168185.01.01 (Cod LMI: VL-I-s-B-09548)    | Așezarea Latene de la Lunca / ansamblu anonim (Categorie: locuire civilă) (Tip: Așezare)                                                                                             | localitate componentă Lunca, oraș Ocnele Mari |                 | geto-dacică |            |            | Încărcați imagine | Raportați eroare |